# Белополяне
Белополя́не (болг. Белополяне) — село в Хасковській області Болгарії. Входить до складу общини Івайловград.

## Населення
За даними перепису населення 2011 року у селі проживала 131 особа, з них 130 осіб (99,2%) — болгари.
Розподіл населення за віком у 2011 році:
Динаміка населення: